# بيدورة
بيدورة قرية سوريّة تتبع إداريّاً لمحافظة حلب منطقة السفيرة ناحية مركز السفيرة، بلغ تعداد سكانها 569 نسمة حسب التعداد السكاني لعام 2004.